# 三尾川 (古座川町)
三尾川（みとがわ）は、和歌山県東牟婁郡古座川町の一地区（大字）。旧国名では紀伊国牟婁郡三前郷に属した。

## 人口
185人。91世帯。限界集落である。

## 集落
当地区には3つの集落がある。
- 追野々（おいのの）…当地区の中心的集落。町立三尾川小学校、三尾川郵便局などがある。人口89人。47世帯。
- 下地（しもじ）…大銀杏で知られる光泉寺（曹洞宗）がある。人口70人。32世帯。
- 中村（なかむら）…人口26人。12世帯。

明治22年から昭和31年までは、周辺の6つの大字（下記）とともに東牟婁郡三尾川村を形成していた。昭和31年に合併により古座川町となった。現在でもこれら7つの大字（三尾川と下記の6つの大字）は地域的、行政的にまとまりとなっている。下記の人口は平成19年6月のものである。
- 蔵土（くろず）…鉱山があった。「天柱岩」がある。国道371号が通る。下蔵土集落と田野々（たのの）集落に分かれる。人口50人。29世帯。
- 南平（なべら）…人口わずか7人。6世帯。
- 洞尾（うつお）…人口22人。11世帯。
- 大川（おおかわ）…端郷（はじこ）集落と松の前集落に分かれる。国道371号が通る。人口78人。41世帯。
- 長追（ながおい）…「美女湯温泉」がある。県道224号佐本深谷三尾川線が通る。人口32人。24世帯。
- 真砂（まなご）…国道371号が通る。人口13人。7世帯。

## 交通
不便である。主な道路は県道39号串本古座川線。紀勢本線和深駅から約9km。但し県道39号線はやや狭い道である。また、国道371号経由で、紀勢本線串本駅から約20kmの距離である。

## 河川
古座川の支流である三尾川が流れる。三尾川は大変美しい清流である。三尾川の支流である小節川（こぶしがわ）や木老谷（ふろんたに）、小谷（こたに）などの小河川もある。